# Wah

## Demografía
Según estimación 2010 contaba con 265 193 habitantes.